# (5229) Irurita
(5229) Irurita est un astéroïde de la ceinture principale.

## Description
(5229) Irurita est un astéroïde de la ceinture principale. Il fut découvert le 23 février 1987 à La Silla par Henri Debehogne. Il présente une orbite caractérisée par un demi-grand axe de 3,12 UA, une excentricité de 0,16 et une inclinaison de 5,7° par rapport à l'écliptique.